# Marteling
Marteling, ook wel foltering of pijniging, is een handeling waarmee het slachtoffer ernstige psychische of lichamelijke pijn wordt toegebracht. 
Afschaffing van het martelen was een van de belangrijke elementen van de Verlichting, een humanisering van recht en samenleving die sinds eind 17e eeuw en met name de overgang naar de 19e eeuw in steeds meer Europese staten ingang vond, nog voordat er stemmen opkwamen (ook) de slavernij af te schaffen.
Het eerste verbod op martelen en lijfstraffen werd in 1689 ingevoerd in Engeland: de Bill of Rights beoogde een einde te maken aan 'cruel and unusual punishment'. Belangrijke pleitbezorgers van een verbod op martelen waren in Duitsland Friedrich Spee (1591-1635) en Christian Thomasius en in Italië Cesare Beccaria (1738-1794).

## Algemene beschrijving
Bij marteling is het slachtoffer meestal gedurende langere tijd overgeleverd aan de wil van de folteraar. In ten minste 150 landen ter wereld wordt gemarteld (stand van zaken rond 2003).
Het uitvoeren van een marteling is dus een bewuste keuze van de folteraar. Door internationale organisaties als Amnesty International wordt op die landen waar het voorkomt, druk uitgeoefend om de martelpraktijken te beëindigen. Ook maakt Amnesty de praktijken openlijk kenbaar en veroordeelt ze.
Volgens het VN-antifolterverdrag van 10 december 1984 is marteling als volgt samengevat: 'Iedere handeling waardoor opzettelijk hevige pijn of hevig leed, lichamelijk of geestelijk, wordt toegebracht met zulke oogmerken als het verkrijgen van inlichtingen, bestraffing, intimidatie of dwang, wanneer zulke pijn wordt toegebracht door of met instemming van een overheidsfunctionaris'.
26 juni is uitgeroepen tot jaarlijkse Internationale martelingslachtofferdag.

## Methoden
De meest gebruikte vormen van marteling zijn het toebrengen van verwondingen, verkrachting, vernedering en bedreiging. Ook opsluiting in een isoleercel, waterboarding een gesimuleerde onderbroken en gecontroleerde verdrinking, evenals slaapdeprivatie, het iemand belemmeren te slapen, gelden als een vorm van marteling. Dit was een van de methoden die in nazi-Duitsland door de Sicherheitsdienst en de Gestapo werd toegepast en die legaal was (Schlafentzug), anders dan vele andere methoden die desalniettemin eveneens werden toegepast bij het verhoren van verdachten. Het martelen en willekeurig executeren van gevangenen, zelfs wanneer dit in strijd kwam met de eigen formele wetgeving, betrof een wezenlijk kenmerk van de nazi-dictatuur.

## Landen en organisaties
- Holocaust-overlevende Jean Améry publiceerde in 1966 in Schuld en boete voorbij: verwerking van een onverwerkt verleden zijn ervaringen met de martelingen waaraan hij werd onderworpen tijdens de verhoren door de Duitsers, nadat hij in België als verzetsstrijder was opgepakt, tot hij als Jood werd herkend en naar een concentratiekamp werd gedeporteerd.
- Central Intelligence Agency (CIA) VS. Op 9 december 2014 werd door de Amerikaanse Senaat een verslag gepubliceerd waarin, in de nasleep van de aanslagen op 11 september 2001 talrijke ongeoorloofde martelpraktijken door de CIA werden beschreven en aan de kaak gesteld.[3]
- Sjien Beet, Israël. Deze wordt beschuldigd van martelpraktijken vanaf minstens 1993. Er is een Sjien Beet-document gevonden, waarin een Sjien Beet-arts om medisch commentaar werd gevraagd betreffende een gevangene voor het geval deze in isolatie zou worden genomen, vastgebonden, gezichtsbedekking kreeg of langere tijd zou moeten staan. Er werd nog een tweede document gevonden van deze aard. Physicians for Human Rights-Israel oprichter lMarton schreef samen met de Israëlische professor Internationaal Recht en Mensenrechten Neve Gordon over het eerstgenoemde document en andere bevindingen een boek met de titel Torture - Human Rights, Medical Ethics and the Case of Israel. Hij beschrijft onder andere casussen van Palestijnse gevangenen met hun verwondingen, waarvoor zelfs ziekenhuisopname nodig was.[4]

## Internationaal verbod
Artikel 3 van het Europees Verdrag voor de Rechten van de Mens stelt een verbod in op foltering. Dit is een absoluut verbod, wat wil zeggen dat er geen enkele uitzondering op mogelijk is.
Het Europees Hof voor de Rechten van de Mens oordeelde immers als volgt:

Article 3 of the Convention enshrines one of the most fundamental values of democratic societies. Even in the most difficult of circumstances, such as the fight against terrorism or crime, the Convention prohibits in absolute terms torture or inhuman or degrading treatment or punishment.

Article 3 makes no provision for exceptions and no derogation from it is permissible under Article 15 § 2 even in the event of a public emergency threatening the life of the nation (...).

## Historische ontwikkeling van officiële afschaffing
- 1689 - Engeland
- 1754 - Pruisen
- 1767 - Baden
- 1769 - Mecklenburg
- 1770 - Braunschweig, Denemarken
- 1776 - Oostenrijk
- 1789 - Frankrijk
- 1801 - Rusland
- 1809 - Beieren, Württemberg
- 1822 - Hannover
- 1828 - Saksen-Coburg en Gotha
- 1831 - Zürich

## Foltermusea

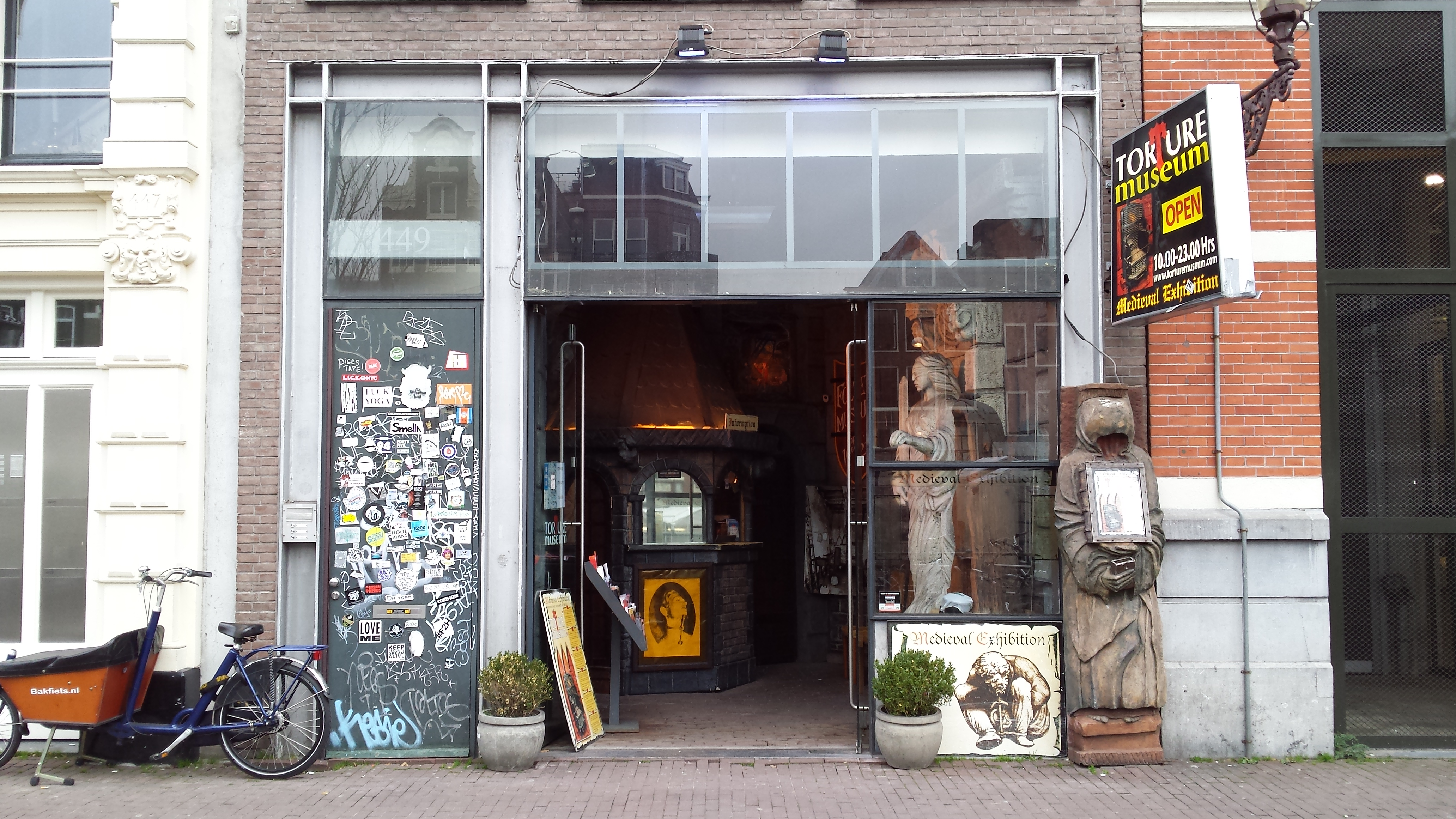
Martelmuseum in Amsterdam

Er zijn verschillende musea aan het folteren gewijd, onder meer:
- Foltermuseum in Amsterdam
- Museum of Torture Oude Steen, Brugge
- Gevangenpoort, Den Haag
- Museum of Medieval Torture, Praag
- Medieval Criminal and Torture Museum, San Gimignano, Italië
- Medieval Criminal and Torture Museum, Fort Mason, VS
- Torture Museum, Volterra, Italië
- The London Dungeon, Londen, Verenigd Koninkrijk
- Terrorháza, Budapest, Hongarije
- Museo della Tortura, Lucca, Italië